# Muntura D

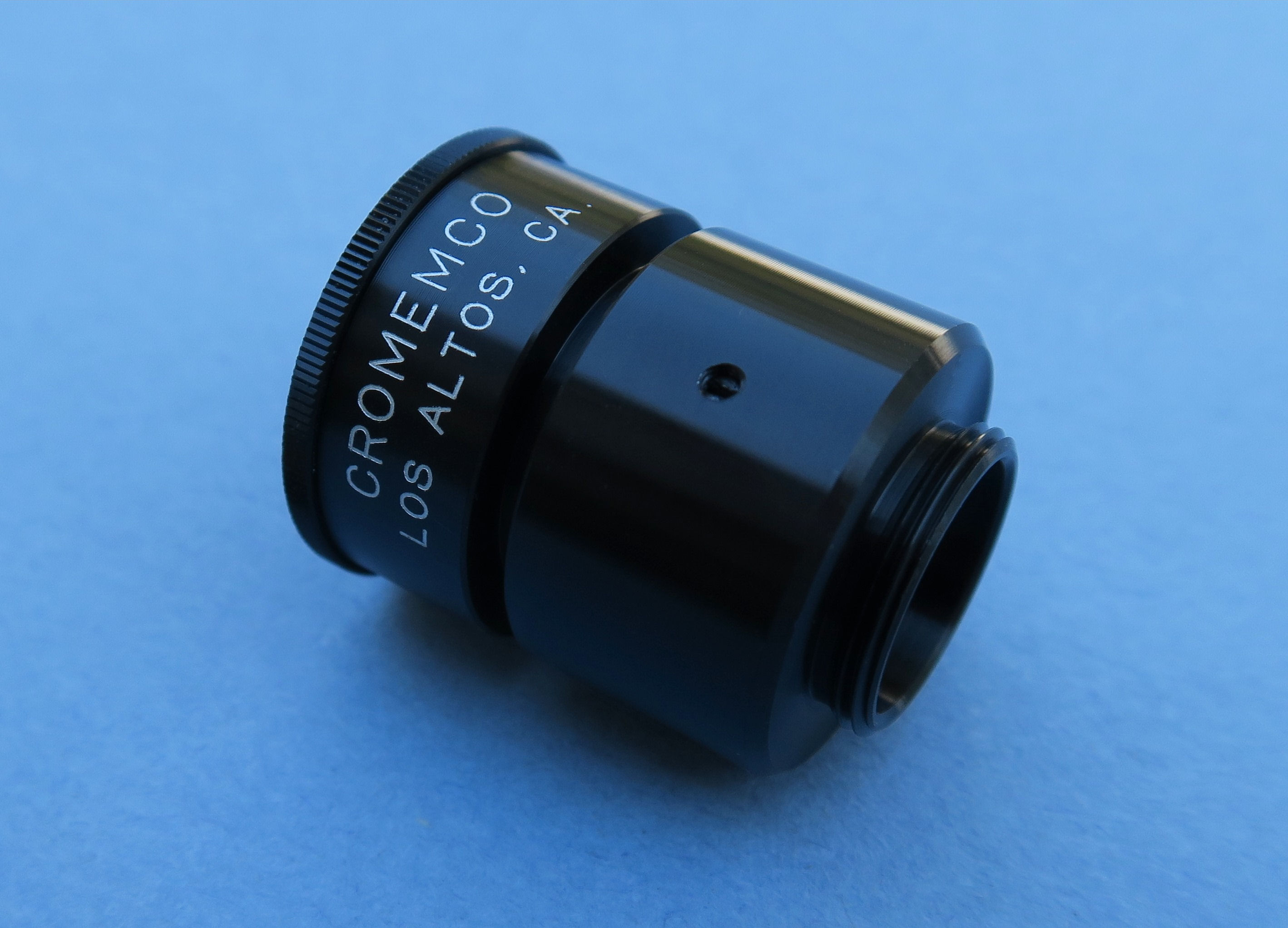
Objectiu amb muntura D, utilitzat per la càmera Cromemco Cyclops

La muntura D és un tipus de muntura d'objectiu de rosca que es troba habitualment als objectius i càmeres de cinema de 8 mm, càmeres de televisió de circuit tancat, càmeres per a visió artificial i per a fototubs de microscopi.

## Característiques
- Diàmetre de rosca: 15,88 mm (0,625 polzades)[3]
- Pas de rosca: 32 TPI (fils per polzada)
- Distància focal de brida: 12,29 mm